# Calcimetría
La calcimetría es un procedimiento que se usa para determinar el contenido de carbonato de calcio en un material, a partir del volumen de dióxido de carbono desprendido, cuando una muestra finamente molida es atacada por ácido clorhídrico.

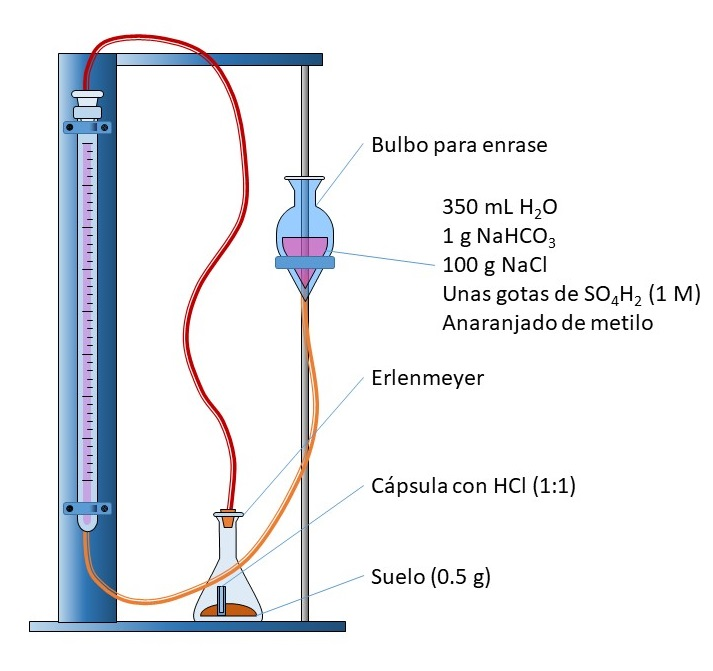
Calcímetro de Bernard para la determinación de carbonatos en suelos.

## Fundamento
El método se basa en la reacción del ácido clorhídrico (HCl) con el carbonato de calcio (CaCO3) con desprendimiento de dióxido de carbono (CO2). Este gas desplaza
un volumen de un líquido indicador que se cuantifica.
CaCO3 + 2HCl (aq) --> CaCl2 + CO2 + H2O

## Procedimiento
- Se satura de CO2 el líquido del calcímetro y todo el sistema 0.25 g de CaCO3, no se toma la medida: La saturación se realiza siguiendo todo el proceso como si el CaCO3 fuera una muestra.

- Se pesan 0.25 g de CaCO3 y se deposita en un erlenmeyer u otro recipiente adecuado.

- Se añaden aproximadamente 10 ml de agua destilada y un imán.

- En una cápsula pequeña se depositan unos 5 ml de HCl (1:1). La cápsula se introduce con cuidado en el matraz con ayuda de las pinzas, evitando que se vuelque.

- Se enrasa a cero el líquido del calcímetro subiendo o bajando el bulbo situado en la anilla, que tiene que estar destapado.
- Una vez enrasado, se tapan el bulbo de la varilla y el erlenmeyer con el CaCO3. Puede usarse una válvula en T abierta y cerrarla posteriormente.
- Se agita el erlenmeyer para que reaccione el HCl con el CaCO3 con energía hasta lectura constante.
- Se anota el volumen de CO2, desprendido por los 0.25 g de CaCO3.

Se repite el proceso con la muestra de suelo (aproximadamente 0.5 g), anotando en cada caso el volumen de CO2 desprendido.

## Cálculos
{\displaystyle \%Caliza=100*(lect.muestra*pesoCaCO3)/(pesomuestra*lect.CaCO3)}

## Observaciones
1. La lectura puede variar mucho con la presión y la temperatura. Por esa razón es necesario calibrar frecuentemente con CaCO3.
2. La introducción de la cápsula con HCl en el erlenmeyer debe hacerse con cuidado, para que no se mezcle el ácido con la muestra.
3. El líquido del calcímetro se prepara con 350 ml de H2O destilada, 1 g de NaHCO3, 100 g de NaCl y unas gotas de H2SO4 (1 M). Posteriormente se puede añadir anaranjado de metilo para facilitar la lectura.

- Datos: Q5739801